# Frans Brands
Frans Brands (ur. 31 maja 1940 w Berendrecht, zm. 9 lutego 2008 w Blankenberge) – belgijski kolarz szosowy. Największe sukcesy Frans odnosił w latach 1963–1967, kiedy wygrywał etapy w Tour de France (1963), Giro d’Italia (1965), oraz odniósł wygraną w  klasyfikacji generalnej Tour de Luxembourg w 1967 roku.
Frans Brands zmarł 9 lutego 2008 roku w Blankenberge w wieku 68 lat.

## Sukcesy
- Zwycięstwo w 18 etapie Tour de France 1963
- Zwycięstwo w 8 etapie Giro d'Italia 1965
- 8. miejsce w klasyfikacji generalnej Tour de France 1965
- Zwycięstwo w klasyfikacji generalnej Tour de Luxembourg 1967